# Santa Magdalena de Canyelles
Santa Magdalena de Canyelles és una església de Canyelles (Garraf) inclosa a l'Inventari del Patrimoni Arquitectònic de Catalunya.

## Descripció
L'església de Santa Magdalena es troba adossada al castell de Canyelles, amb el qual forma un conjunt historicoartístic. És un edifici de planta rectangular, d'una nau amb capelles laterals i coberta a quatre vessants, de teula. La façana presenta una porta d'accés rectangular, amb dovelles de pedra i un escut damunt la clau central de la llinda. S'hi accedeix per una escalinata de pedra. A la part superior, centrada, hi ha una obertura circular.
El campanar, situat a l'esquerre, és de planta quadrada i coberta de pavelló i té dues obertures d'arc de mig punt i un rellotge. L'angle format per la façana principal de l'església i una de les del castell, configura l'espai per a una petita plaça.

## Història
Hi ha notícies d'aquesta església des del segle xvii. Santa Magdalena de Canyelles fou erigida en parròquia a principis del 1627 pel bisbe Sentís, i va restar per tant separada de la de Sant Miquel d'Olèrdola. Sembla que l'església, va ser costejada pels barons de Canyelles Joaquim de Terrer i la seva segona muller Isabel de Pardina.
L'any 1858 el baró de Canyelles, en aquell període Ramon de Bouffard, va fer restaurar el conjunt format per l'església i el castell.